# Staraja Poltavka
Staraja Poltavka (in lingua russa Старая Полтавка) è un villaggio di circa 4 000 abitanti situata nell'oblast' di Volgograd, in Russia. È il centro amministrativo del rajon Staropoltavskij.
Si trova sul fiume Eruslan, 360 km a nord-est di Volgograd.